# Station Liskeard
Liskeard is een spoorwegstation van National Rail in Liskeard, Caradon in Engeland. Het station is eigendom van Network Rail en wordt beheerd door Great Western Railway, het oorspronkelijke gebouw is ontworpen door Isambard Kingdom Brunel. 

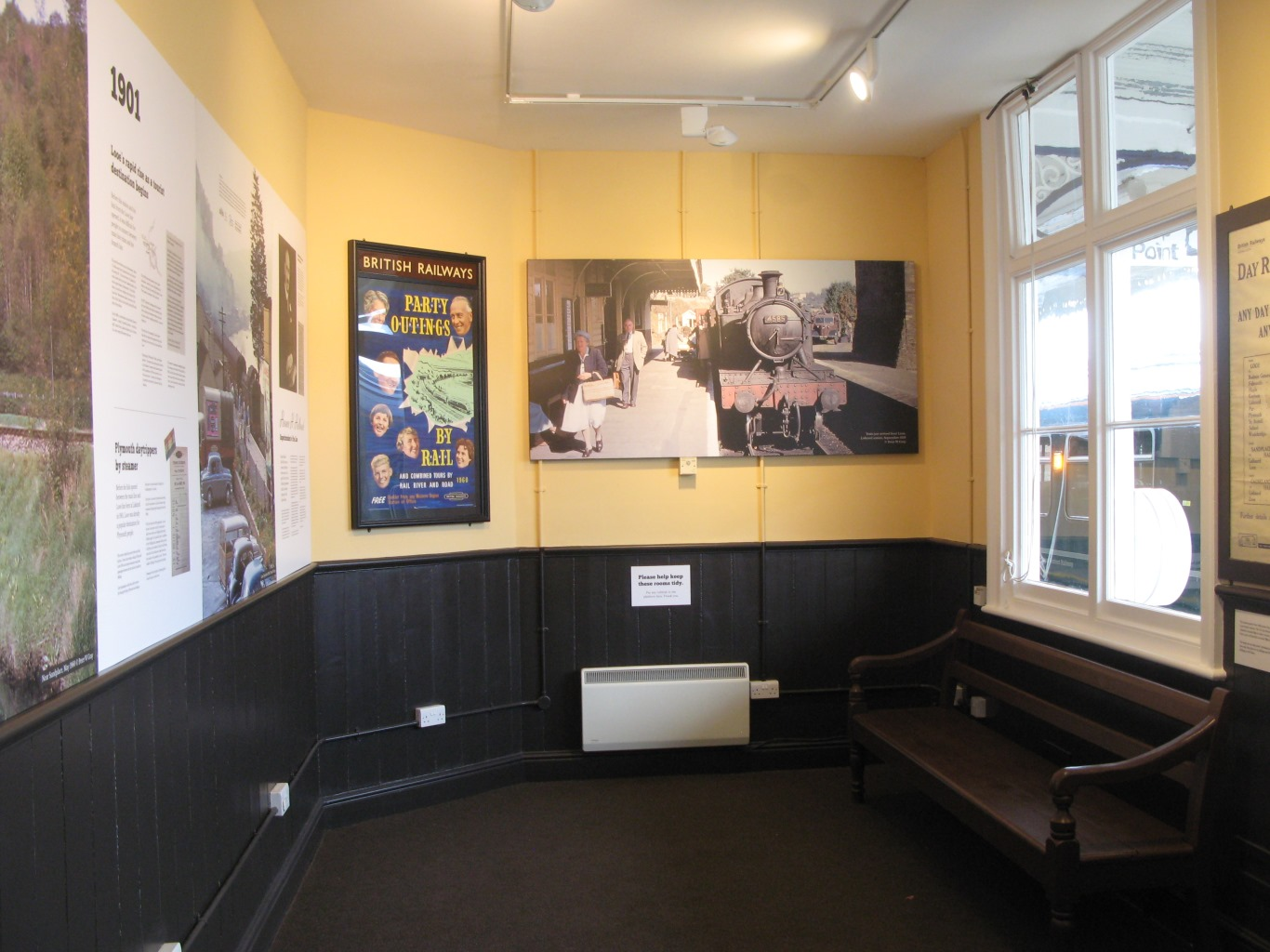
Wachtkamer, 2022
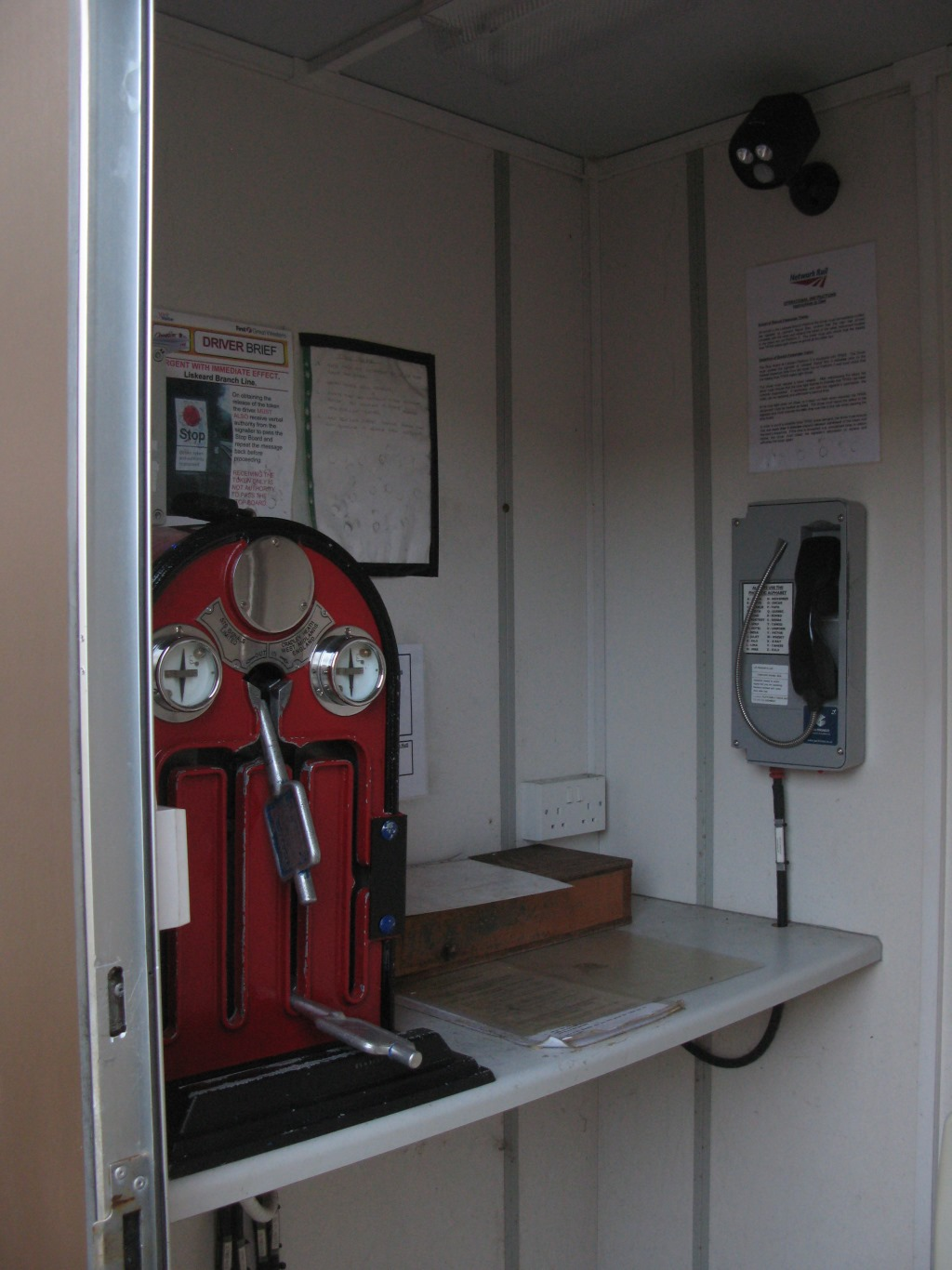
Instrument voor beveilings-"token" (zie en:Token (railway signalling))